# Les Kassos
Ne doit pas être confondu avec Cassos (film) ou Kassos.
 (novembre 2020).
Si vous disposez d'ouvrages ou d'articles de référence ou si vous connaissez des sites web de qualité traitant du thème abordé ici, merci de compléter l'article en donnant les références utiles à sa vérifiabilité et en les liant à la section « Notes et références ».
Les Kassos (diminutif de « cas sociaux ») est une série télévisée d'animation française  co-créée par Balak et Eldiablo et réalisée par Balak, Alexis Beaumont, Rémi Godin et Julien Daubas et diffusée sur le site de vidéos Canal+ à partir du 2 décembre 2013. Elle est produite par Bobby Prod et Canal+.
Une adaptation en bande dessinée est sortie Le 17 juin 2015 aux éditions Delcourt.
Après trois ans de silence radio, la quatrième saison de la série est annoncée sur YouTube le 20 décembre 2019.
Le 24 décembre de la même année, l'intégralité de la saison annoncée est publiée sur le site Canal+.
Le 29 mars 2021, la cinquième saison est publiée sur Canal+ et sur YouTube.
Le 31 mars 2021, un doublage anglais officiel est sorti sur YouTube.[réf. nécessaire]
Le 4 février 2022, la chaîne YouTube lance 5 compilations d’épisodes avant la sortie de la saison 6.[réf. nécessaire]
Le 9 mai 2022, le début de la sixième saison est sorti sur Canal+ à 21 h et le 20 mai 2022 sur YouTube,.
Le 1er mai 2023, le début de la septième saison est sorti sur YouTube à 12 h puis sur Canal+ à partir de 21 h.
Le 10 juin 2024, le début de la huitième saison est sorti sur Youtube à 18 h puis sur Canal+ à partir de 21 h.

## Synopsis
La série met en scène des personnages pastiches et parodique de dessins animés, séries, films, mangas, émissions télévisées ou jeux vidéo pour enfants (le plus souvent) venant dans le bureau d'une assistante sociale pour parler des problèmes de leur « vraie » vie quotidienne.
Le cadre des services sociaux et la travailleuse ont été abandonnés dans la saison 4 au profit des épisodes étant une série de croquis. L'assistante sociale revient durant les saisons 5, 6, 7 et 8.
Dans les deux premières saisons, chaque épisode commence par un petit générique avec la mini-chanson : « Quand dans ma vie ça va mal, j'vais voir l'assistante sociale ! (les kakas, les sosos, les kassos) », cette mini-chanson a été réutilisée durant la cinquième saison (sortie en 2021) puis la sixième saison (sortie en 2022) et la huitième saison (sortie en 2024). Une variante a lieu dans l'épisode 89 (sixième saison) où le générique suit le thème des actualités cinématographiques et a pour texte « Les kakas, les sosos, les cas sociaux. Lorsque dans votre existence, tout va à vau-l'eau, faites appel aux services sociaux. ! ».
Avec la Saison 7, un nouveau générique est mis en place qui parodie notamment la série The Office, du point de vue de l'assistante sociale, on la voit en train de se réveiller, vérifier son compte Tinder, prendre le métro, marcher jusqu'à son lieu de travail, prendre l'ascenseur et ouvrir la porte de son bureau où l'attend Serge le Lapin du métro parisien. La chanson de ce nouveau générique est chantée en anglais, les paroles traduites sont "Quand dans ma vie ça va mal, je dois appeler quelqu'un, Les Kassos".

## Distribution
- Medi Sadoun : l'assistante sociale, Teleboubiz toxico, Diesel & Sansplomb, M. Patatos, Le Proumpf hippie, Monsieur Gilles, Zebi, Monsieur Edouard, Maître Guy, Jimmy Lanister, Voix Additionnelles
- François Levantal : Yann Sodo, Lt. Dirty Gadget, Zizimir, Chase, Moc, Monsieur Tatillon
- Jeanne Chartier : Leya Sodo, Sandy, La Proumpfette, Hello Kiki, Petit Prince, Edouard Mama, Ariel, Stark Mama, Mei, Pimprenelle, Alice, Hard E.T., Ondine, Belle, Bo Peep, Sophie, Annie, Penny
- Thierry Simon : Dark Papy, Les Canards Jr., Obélix, Mario
- Sébastien Pérez : Les Canards Jr., Aspégix, Gigi, Les Daltonne, Captain Olivio, Obstétricien
- Balak : Grodébilix, Marius, Les Tortues Clodos, Jackyra, Narrateur De Prince De Cu, Père Casse-Couïlle, Voix Additionnelles
- Guillaume Darnault : Les Canards Jr., Muldor, Le Proumpf à lunettes, Papy Fougasse, Monsieur Man, Les Daltonne, Pedro, Lapin du Métro, Edouard, Porkypute, Ptiripou, Rouge Ranger, Yu Gi Uno, Vegueta, Le Marchand de sable, James, Cœurcourage, Julien Lepers, Gollum, Les Baisounours, Jean-Claude, It/Eat, Buster Moon, David, Voix Additionnelles
- Zoé Félix : Scoully
- Hafid F. Benamar : Grocouac
- Alexis Beaumont : Totogro, Pedro, Monsieur Shinji, The Neverland Papy, Voix Additionnelles
- Matthieu Longatte : Sachatte, Grumpy Chat
- Baptiste Lorber : Froton, Wilson, Rose Ranger
- Gaël Mectoob : Chuck, Noir Ranger, Spouri, San Doku, Saitama/Bourre-Pif Man, Falkor le dragon, Joel Miller
- Kevin Razy : Charles Lee
- Melha Bedia : Sharon
- Pauline Moingeon : Bleu Ranger, Jaune Ranger, Misstrique
- Marion Seclin : Teleboubizes, Gora
- Zacharie Saal : Aladech, Voix Additionnelles
- Brigitte Lecordier : Nicolai, Elliot, Billy, Haribo, Georgie, Voix Additionnelles
- Monsieur Poulpe : Gros Ours, La carte, Hellbol, Jhannos
- Squeezie : Irrito
- Brice Chevillard : Voix Additionnelles
- Cyprien Iov : Shun d’Andromède
- Frédéric Souterelle : Narrateur d'Aspégix et Grodébilix
- Kaycie Chase : Simba, Zelda, Marinette Dupain-Cheng/Ladybug, Dora, Sasuke Uchiha, Joséphine, ange gardien, Voix Additionnelles
- Julien Crampon : Aladdin, Monsieur Kayak, Voix Additionnelles
- Bernard Métraux : Homer Simpson
- Gérard Surugue : Denver le dernier dinosaure, Dark Sidious
- Gérémy Crédeville : Action Man
- Hector Arthur : I.T.I, Riri, Fifi, Aya Nakamérou
- Rachid Baha : Loulou
- Julien Courbey : Hugh Glass (The Revenant), Julien Courbet
- Thierry Beccaro : Garde Squid Game, lui-même
- Anaïs Chevillard : Princesse Mononoké, Voix Additionnelles
- Donald Reignoux : Hulk
- Cécile Laforest : Naroute, Mlle Craft, Princesse Pêche, Voix Additionnelles
- Clara Longare : Charlotte Aux Fraises
- Gaspard Sumeire : Joie, Frankulin, Voix Additionnelles
- Karim Tougui : Frankuldeux, Grocaillou, Voix Additionnelles
- Caroline Mozzonne : Valérie, Stéphanook
- Paul Hanshish : Monsieur Clippi
- Emmylou Homs : Narniac
- Maxime Martin : Jean-Claude
- Amandine Lourdel : Colère, Maman Mascotte Paris 2024, Voix Additionnelles
- Paul Nivet : Le Lion De Narniac, Voix Additionnelles
- Mathilde Kiteh : Voix Additionnelles
- Guillaume Desmarcheliers : Prince De Cu, Blankulk, Batman, Voix Additionnelles
- Laëtitia Coryn : Voix Additionnelles
- Perrine Tourneux : Jasmine
- Grégoire Peyrot : Voix Additionnelles
- Lila Lacombe : Cousine Mascotte Paris 2024
- Camille Burles : Dixie Kong
- Zacharie D'olce : Donkey Kong
- Simon Herlin : Diddy Kong
- Gauthier De Fauconval : Les I-Mens
- Mélanie Dermont : Marge Simpson
- Michel Elias : Chipster/Chippeur
- Eklips : Voix Additionnelles
- Grégoire Peyrot : Dépréssion
- Patrick Cheng : Pablo, Bouseux, Voix Additionnelles

## Fiche technique
- Titre original : Les Kassos
- Création : Balak et Eldiablo
- Réalisation : Balak (saison 1), Alexis Beaumont (saison 1-3), Rémi Godin (saison 1), Julien Daubas (saison 2), William Trébutien (saison 4-5), Clément Savoyat (saison 4), Gaspard Sumeire (saison 6), Mathilde Kitteh (saison 7), Clément Kubicek et Grégoire Peyrot (saison 8)
- Scénario : Eldiablo, Balak, Alexis Beaumont et Rémi Godin (saison 1), Eldiablo, Balak et Alexis Beaumont (saison 2), Eldiablo, Alexis Beaumont, Balak, Benjamin Lacaze et Wilson Dos Santos (saison 3), Clotilde Bruneau, William Trébutien, Clément Savoyat, Rachid Baha et Eldiablo (saison 4), Rachid Baha, Grégoire Peyrot, William Trébutien, Camille Fievez, Mathilde Belin, Hector Arthur et François Guedon (saison 5), Rachid Baha, Josselin Bordat, Laetitia Coryn, Camille Fievez, Grégoire Peyrot, Gaspard Sumeire, Françoise Losito et Hector Arthur (saison 6), Alexis Beaumont, Mathilde Kitteh, Corentin Penloup, Olivier Pouchelon, Rachid Baha et Alric Decroux (saison 7), Rachid Baha, Camille Fievez, Clément Kubicek, Grégoire Peyrot, Estelle Charrié et Alric Decroux (saison 8)
- Bible littéraire : Eldiablo, Mélanie Duval, Léonie De Rudder et Wilson Dos Santos
- Bible graphique : Balak, Julien Daubas et Clément Desnos
- Musique du générique : Balak
- Production : David Alric
- Sociétés de production : Bobby Prod / Canal+
- Pays d'origine :  France
- Langue originale : français
- Genre : Web-série
- Durée : environ 2 à 7 minutes par épisode
- Interdit aux moins de 12 ans